# Stretti di Giaredo
Gli stretti di Giaredo comprendono il tratto più orientale della forra del torrente Gordana, estendendosi verso monte per circa 1 Km da località Giaredo. Si caratterizzano per l’affioramento di antiche rocce carbonatiche, parte del basamento mesozoico toscano.
Gli stretti di Giaredo sono parte di Rete Natura2000 per la conservazione della biodiversità in Europa, ricadendo all’interno della Zona Speciale di Conservazione (ZSC-IT5110001) “Valle del Torrente Gordana”. Il sito rientra nella Riserva MAB UNESCO Appennino Tosco-Emiliano.

## Territorio

Inquadramento stretti di Giaredo

Gli stretti di Giaredo interessano un intervallo di torrente che delimita i Comuni di Zeri a Nord e Pontremoli a Sud, nella storica regione della Lunigiana, in Toscana Nord-Occidentale. 
Gli stretti di Giaredo si collocano nel tratto vallivo del torrente Gordana, ad una quota media di circa 300m slm, pochi chilometri a monte della confluenza col fiume Magra. Essi si situano alla transizione tra un paesaggio dolce, occupato da piccoli paesi, coltivazioni estensive e prati-pascoli e un paesaggio più aspro, maggiormente naturale, con soli castagneti da frutto oggi abbandonati e ampi boschi misti di latifoglie. Il nome deriva dall’abbandonato borgo di Giaredo, posto in prossimità della forra, dove si racconta venisse prodotto un ottimo vino.

## Morfolitologia
L’origine degli stretti di Giaredo, e di tutta la forra del torrente Gordana, può essere messa in relazione alle fasi tettoniche recenti che hanno interessato l’Appennino settentrionale a partire dal Pleistocene, prima attraverso processi distensivi e quindi con movimenti differenziali di sollevamento e conseguente marcato approfondimento del reticolo idrografico. A questo hanno contribuito condizioni climatiche favorevoli ai processi erosivi, variazioni eustatiche del livello del mare e la presenza di rocce coerenti ad elevata resistenza. La forra del torrente Gordana può considerarsi una finestra tettonica.
Nel tratto di forra degli stretti di Giaredo, l’erosione del torrente Gordana ha portato a giorno il nucleo di una piega anticlinale a grande raggio, con asse NNO-SSE allineato con i paesi di Codolo e Torrano, nucleo costituito dalle formazioni mesozoiche della Falda Toscana: Calcari Selciferi, Diaspri e Maiolica.  Queste formazioni fanno parte di una serie calcareo-silicea a deposizione pelagico bacinale, del Giurassico inferiore – Cretacico inferiore. Gli strati delle diverse formazioni contengono nanofossili calcarei, abbondanti radiolari, frammenti di alghe ed echinodermi.

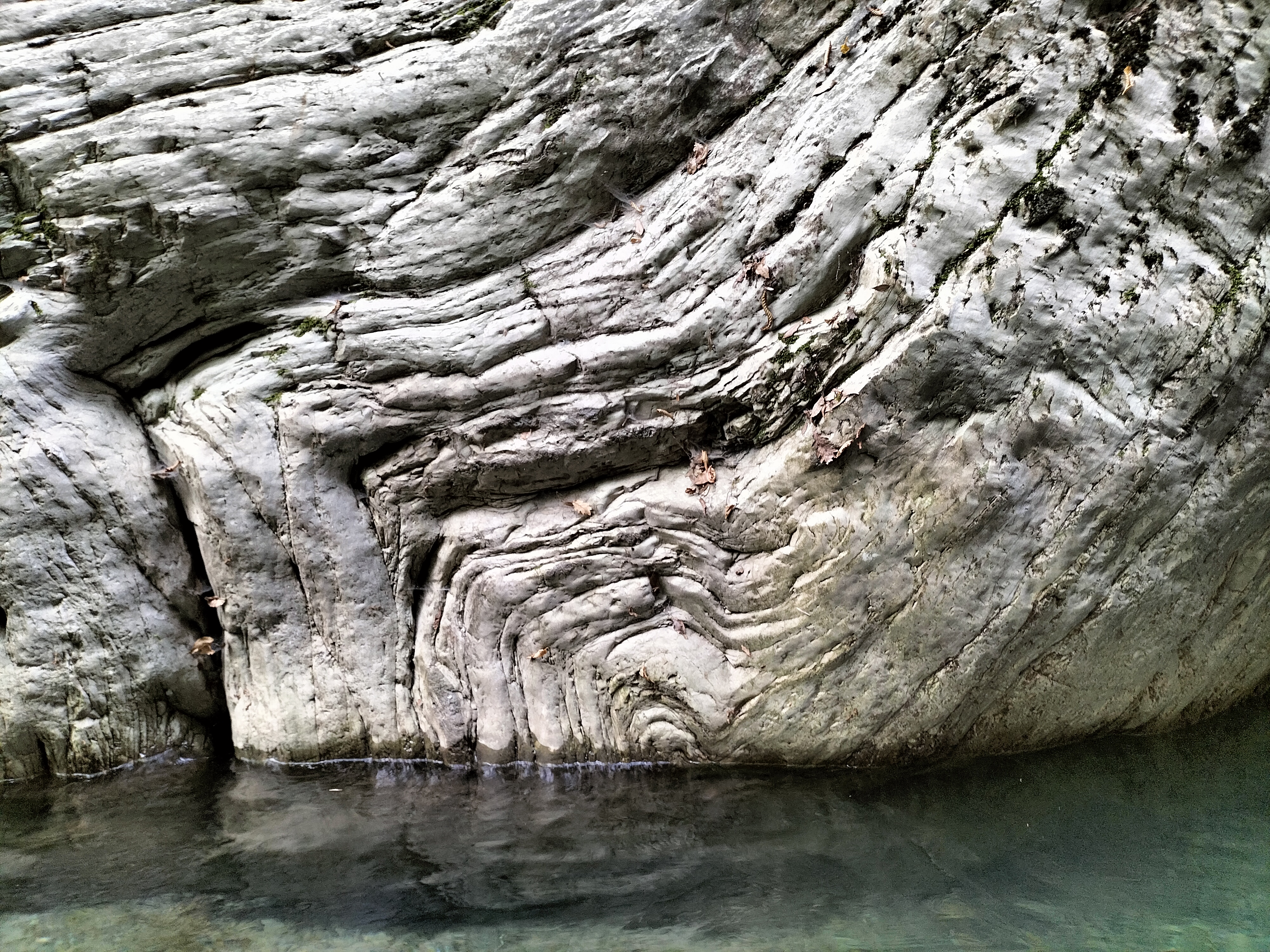
Piega a ginocchio

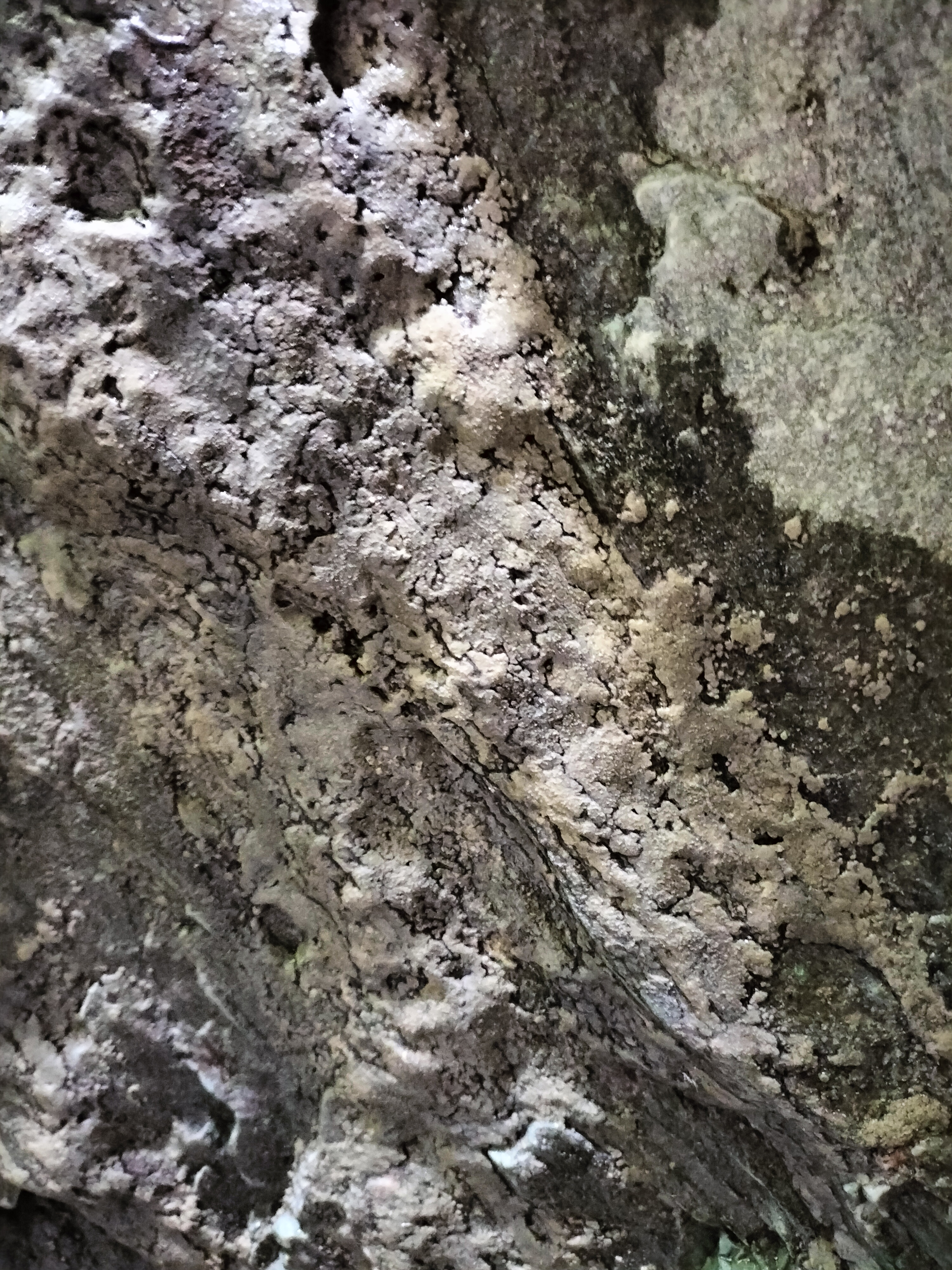
Concrezioni carbonatiche

I fianchi rocciosi della forra, che raggiungono altezze nell’ordine di decine di metri, si presentano fortemente inclinati, verticali e strapiombanti, con numerose forme di erosione fluviale sospese. L’aspetto delle pareti è caratterizzato da linee morbide, dovute all’azione abrasiva di acqua e sedimento. Le rocce appaiono omogenee e più spesso ottimamente stratificate, con giaciture variabili ma più frequentemente orizzontali. Gli strati sono talvolta deformati in pieghe di svariate tipologie. Speleotemi, soprattutto concrezioni parietali, presenti anche se rari. L’intensa policromia delle rocce distingue gli stretti di Giaredo: dalle svariate gradazioni di grigio con liste di selce chiara o rossastra del Calcare selcifero, al bianco latte o grigio chiaro della Maiolica, sino alle innumerevoli sfumature di rosso e verde dei Diaspri.
L’area protetta è un luogo di conservazione delle forme e dei processi naturali per cui è opportuno astenersi dal danneggiare o modificare le rocce e le pareti rocciose in alcun modo. In particolare le concrezioni carbonatiche sono estremamente fragili, e il tocco con le mani ne interrompe la crescita.

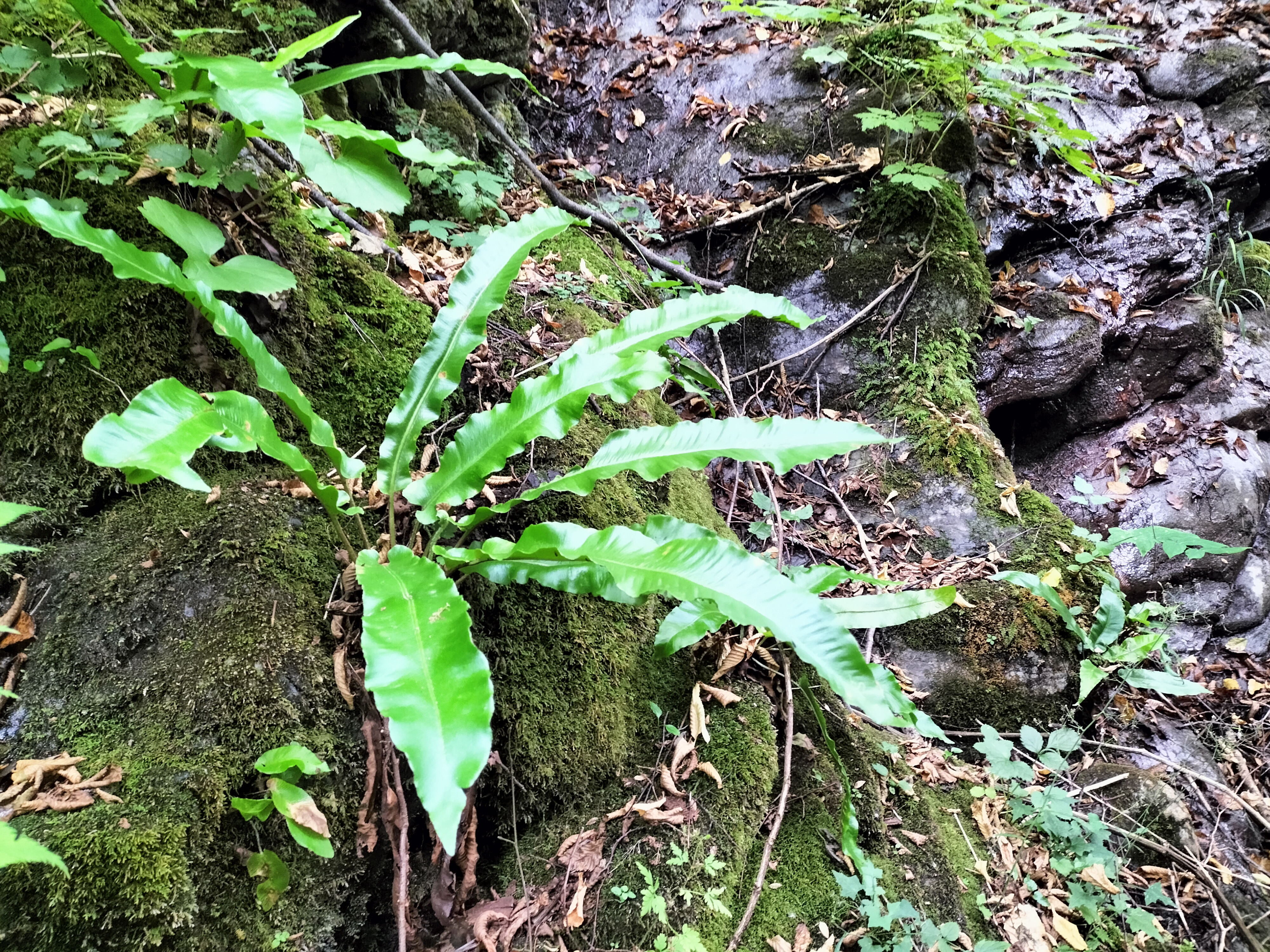
Scolopendria comune

## Flora
La forra è un ambiente molto selettivo: offre habitat rocciosi dove solo limitatamente riescono a svilupparsi suoli, e limita la luce che penetra all’interno, a causa della vicinanza delle pareti stesse. L’ambiente si presenta fresco, umido e ombroso.

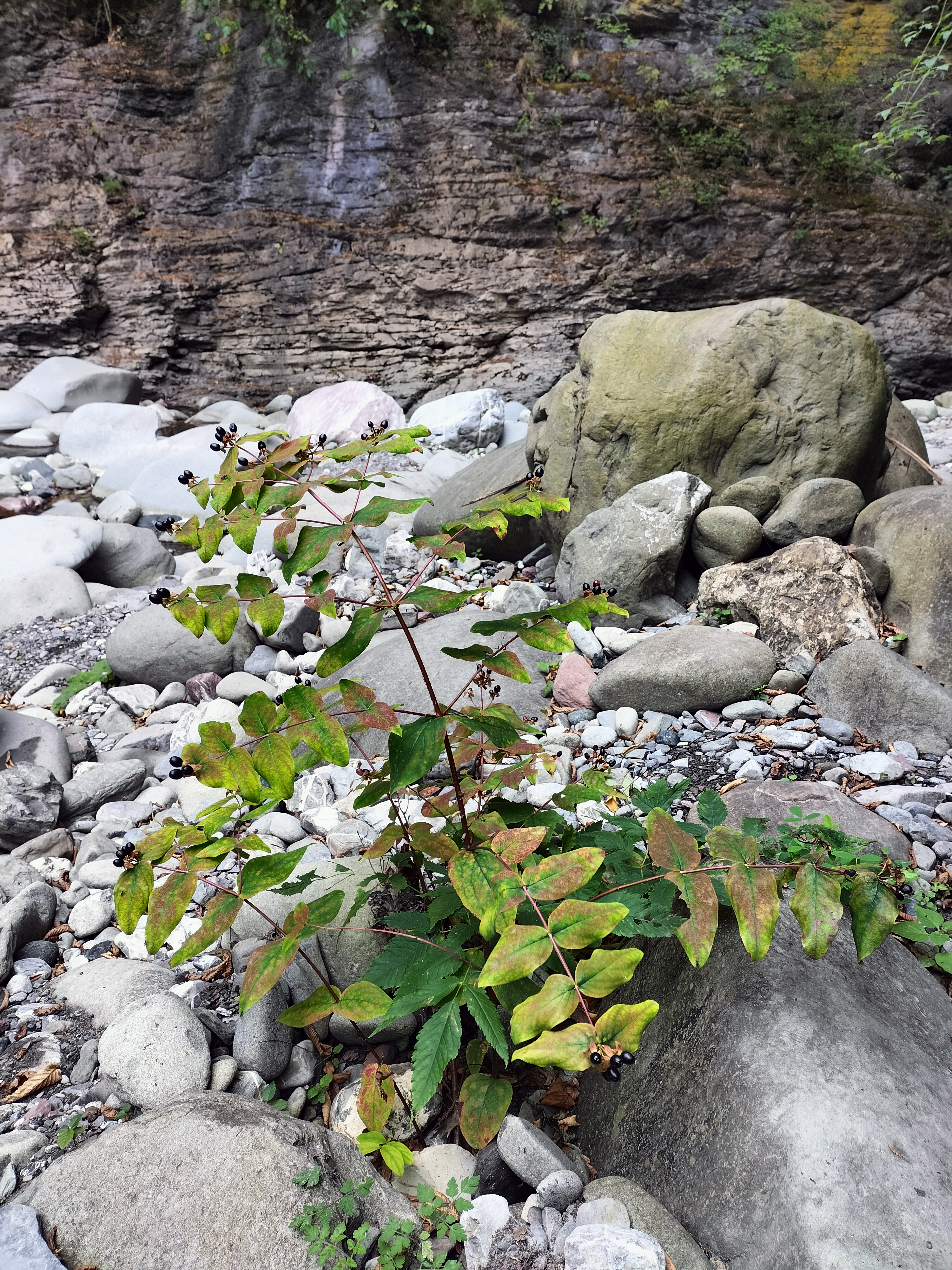
Androsemo in frutto

L’habitat acquatico è occupato da comunità microalgali che ricoprono i ciottoli donandogli il caratteristico colore brunastro. Nei mesi più caldi si assiste a un incremento delle alghe verdi. La vegetazione erbacea ed arbustiva igrofila è scarsa e nei tratti più aperti possono trovarsi gli Epilobi, l’Androsemo e il Salice ripaiolo.
L’habitat roccioso verticale ospita specie capaci di insediarsi sulla roccia, con scarso o assente sviluppo di suolo. Questo ambiente è talvolta percorso da rivoli d’acqua creando interessanti pareti stillicidiose, dove crescono muschi ed epatiche. Vi si trovano molte felci, come il Capelvenere, il Polipodio comune e l’Asplenio tricomane. La felce più caratteristica è la Scolopendria comune, a foglie intere, indicatrice di suoli calcarei. Altre essenze frequenti sulle rocce sono la Veronica delle faggete e la Barba di capra, oltre a diversi alberi tra cui il Fico e il Maggiociondolo. Nei tratti di discontinuità, dove si formano terrazzi, gradonamenti e concavità, si rinvengono specie come la Dafne laurella, il Geranio  nodoso, il Sambuco nero e il Pungitopo.

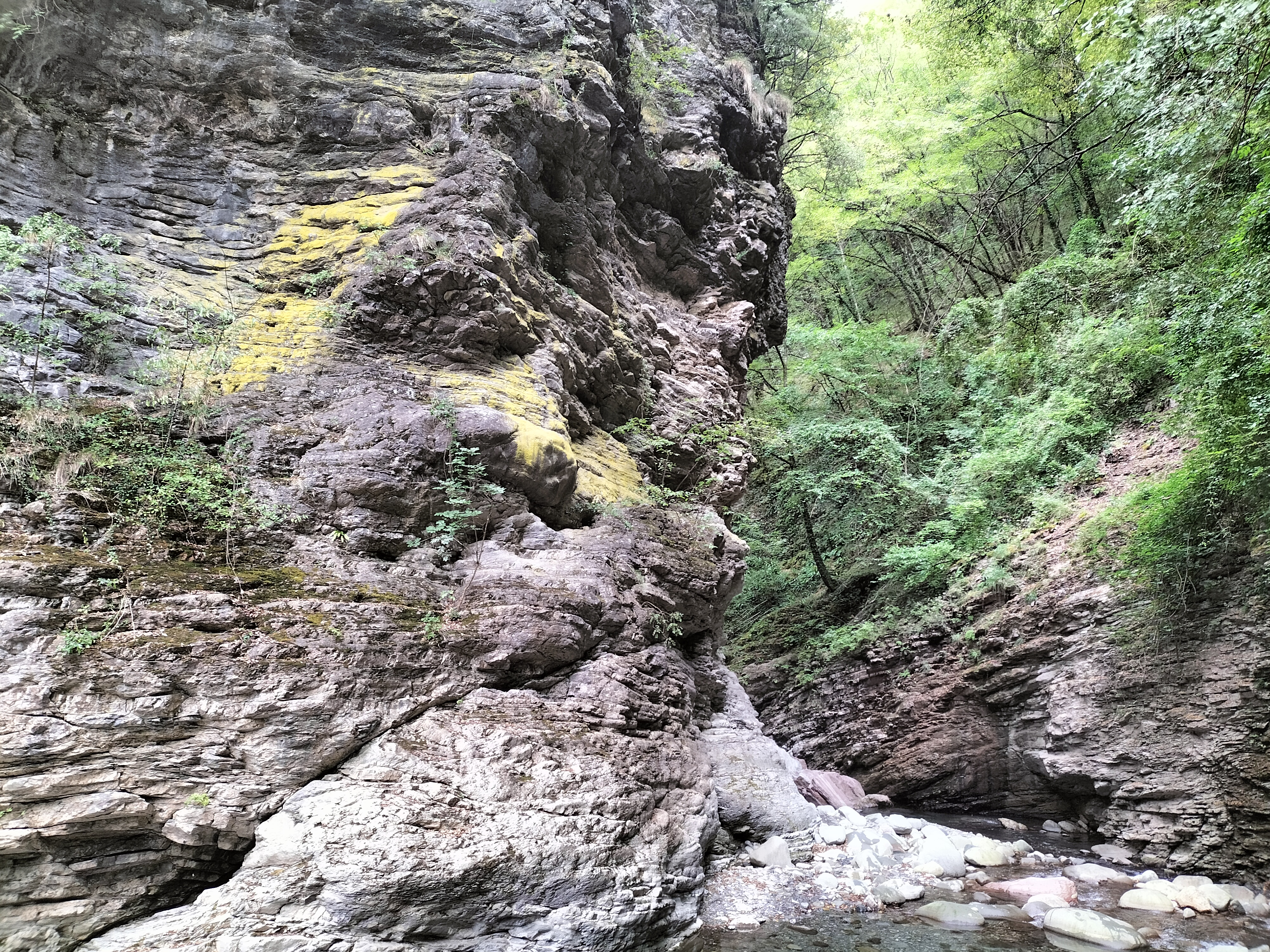
Lichene di colore giallo che ricopre parzialmente una parete rocciosa

Le superfici delle pareti sono spesso ricoperte, anche con vistose colorazioni, di licheni, la cui diversità rimane ignota.

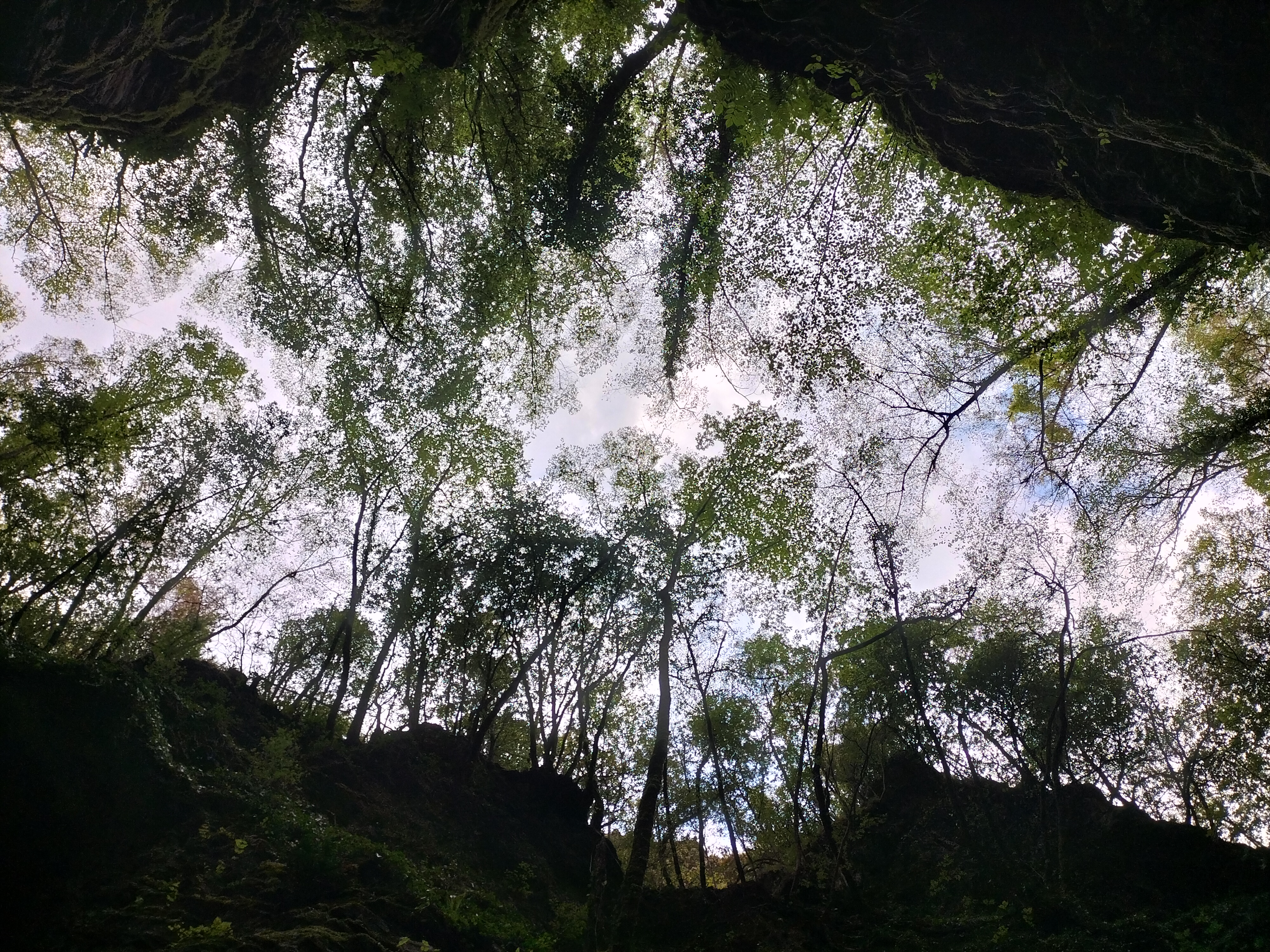
Foresta a galleria

Al culmine della forra appare il bosco che, abbarbicato su suoli instabili e pietrosi, si protende verso il centro delle gole, formando una magnifica foresta a galleria. Questa è dominata da alberi come l’Ontano nero, il Tiglio selvatico, il Carpino nero, l’Orniello e l’Acero campestre e scivola spesso verso il basso con drappeggi di Edera.
All’interno dell’area protetta si osservano rigorose norme di tutela della biodiversità per cui è opportuno non danneggiare, toccando e raccogliendo, le piante che si trovano.

## Fauna
La fauna della forra si presenta poco diversificata rispetto ad altri contesti ambientali, ospitando però specie caratteristiche dei torrenti appenninici.
Nel microecosistema sommerso di sabbia, ciottoli e massi si trovano ricche comunità di macroinvertebrati, larve degli insetti adulti che poi sfarfalleranno al momento della metamorfosi. Nel mezzo acqueo si incontrano molluschi bivalvi e coleotteri acquatici, oltre a pesci quali il Vairone, il Cavedano, la Trota fario, il Barbo tiberino e l’Anguilla. Sulla superficie dell’acqua è comune il Gerride, nota cimice pattinatrice, e facilmente nei mesi estivi si osservano libellule come il Dragone verde-azzurro e damigelle come la Calotterice vergine.
Tra i vertebrati più facilmente osservabili si trovano il Rospo comune e la Rana appenninica: questi due anfibi sono presenti con buone popolazioni e si riproducono nella forra deponendo le uova i primi tra aprile-giugno, mentre i secondi tra febbraio-aprile. Alla schiusa delle uova, specialmente in giugno, sono decine di migliaia i girini che occupano le pozze a bassa corrente e le sponde prospicienti l’acqua, ai quali deve prestarsi particolare attenzione evitando di raccoglierli o calpestarli.
Piuttosto comune è la Natrice dal collare, biscia dai costumi acquatici e dalla colorazione grigio-bruna e caratteristico anello bianco e nero intorno al collo. Frequenta attivamente il torrente, nutrendosi di rane, rospi e piccoli mammiferi. Nello zerasco viene chiamata baiocara, “colei che mangia i rospi”, essendo il baioco il Rospo comune. Nei tratti di forra aperti possono facilmente incontrarsi il Biacco e il Saettone, serpenti dai movimenti rapidi e scattanti.
Altro animale caratteristico e frequente è il Merlo acquaiolo, passero grigio ardesia con petto e gola bianchi. Questo uccello di piccole dimensioni possiede ossa compatte che facilitano l’immersione in acqua, in apnea, dove nuota con le ali per raggiungere il fondo e nutrirsi di macroinvertebrati. Può osservarsi facilmente posato sui massi nel mezzo della corrente mentre oscilla col tipico movimento a inchino.
Si trovano poi esemplari di Ballerina gialla, Ballerina bianca, Airone cenerino e Germano reale.
Il contesto in cui sono immersi gli stretti di Giaredo è ampiamente naturale e frequentato da molti degli animali che vivono nelle montagne dell’Appennino. Tra questi si possono citare per interesse conservazionistico l’Ululone dal ventre giallo appenninico, il Geotritone di Strinati e il Lupo. Altri animali che vivono nella foresta soprastante la forra possono rinvenirsi all’interno delle gole perché vi precipitano.
All’interno dell’area protetta si osservano rigorose norme di tutela della biodiversità per cui è opportuno non disturbare, toccare, raccogliere o uccidere gli animali che si incontrano.

## Accessibilità

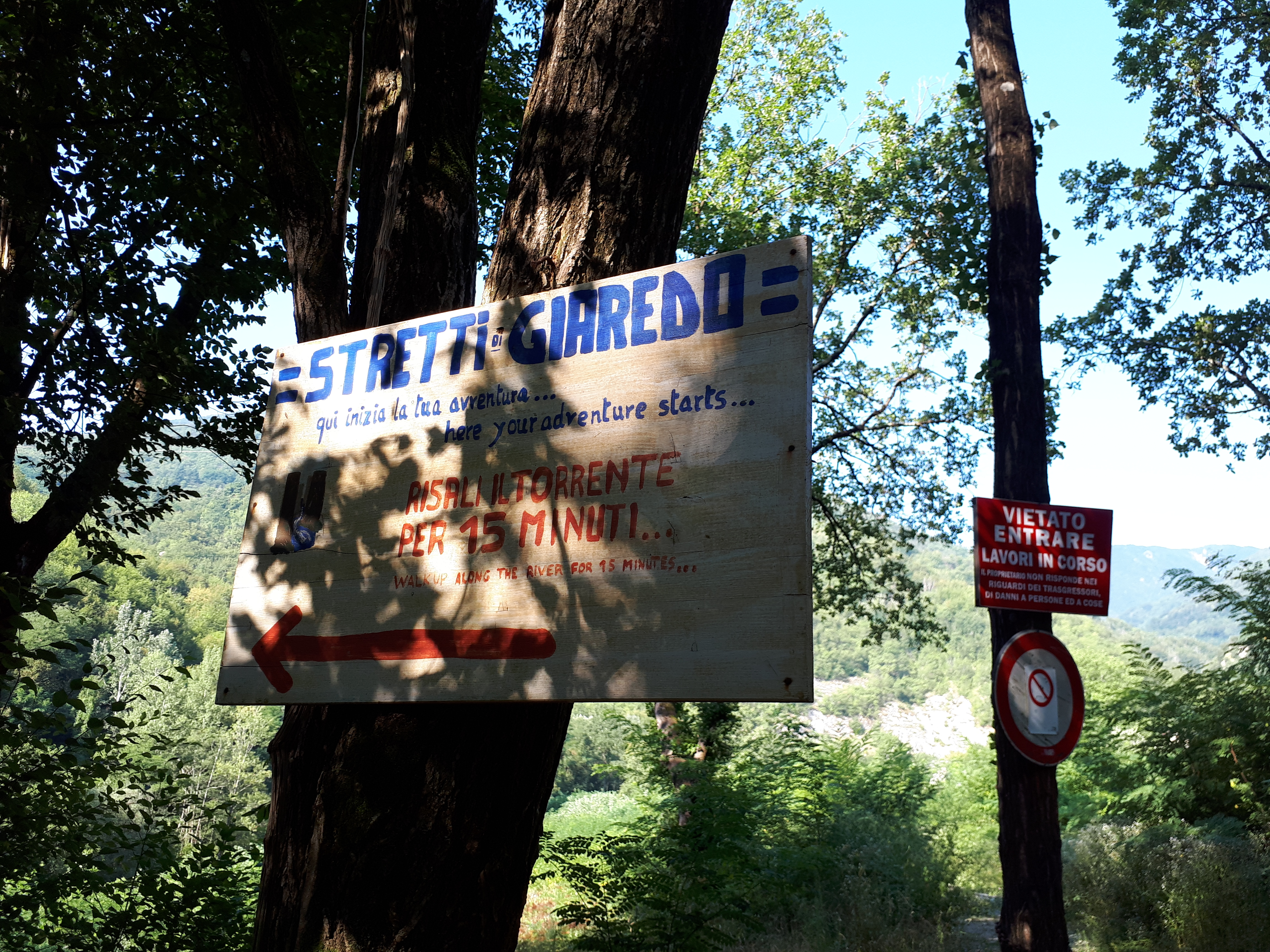
Indicazione su cartello di fabbricazione artigianale che si trova dopo l'area di sosta.

L’accesso agli stretti di Giaredo avviene attraverso strette strade di campagna, in parte sterrate.
A piedi: da Pontremoli gli stretti sono raggiungibili in circa 45’ di facile passeggiata, seguendo la carrabile che dal ponte A. Siligato in località Groppomontone (presenza di ampio parcheggio) risale il torrente Gordana fino a Cavezzana G.
In auto: da Pontremoli si prende la SP.37 verso Zeri per poi svoltare a sinistra nel mezzo di un tornante, seguendo le indicazioni per Cavezzana G. – Valunga. Si prosegue la strada, che diviene più stretta, per qualche curva, si attraversa Valunga e si giunge a un tornante. Da qui è possibile proseguire verso Cavezzana Gordana (percorso più lungo) oppure imboccare la strada sterrata che scende nel bosco (segnaletica presente) e che giunge in prossimità del Torrente Gordana (percorso più breve).
A causa delle strade strette e dell’elevata frequentazione durante i mesi estivi, specialmente in luglio e agosto, l’accesso e il parcheggio con l’auto possono risultare problematici. Per questo viene raccomandato di raggiungere a piedi il sito; di ridurre il numero di auto per i gruppi numerosi; di lasciare le auto in luoghi che non ostruiscano il passaggio, considerando il transito di mezzi agricoli.

## Frequentazione
Gli stretti di Giaredo sono visitabili in autonomia o accompagnati dalle Guide Ambientali Escursionistiche locali. La frequentazione avviene prevalentemente durante i mesi estivi di giugno, luglio e agosto, grazie al regime di magra del torrente e alle temperature miti. Nel restante periodo dell’anno l’elevata portata e le temperature rigide dissuadono dall’entrare nella forra.
Il percorso completo per visitare gli stretti di Giaredo consiste nella risalita del torrente per circa 1 km, sino a raggiungere un grosso blocco roccioso incastrato tra le pareti della forra che interrompe la progressione. Da qui si rientra attraverso il medesimo percorso dell’andata, essendo lo stesso vincolato dalle pareti verticali. Il percorso non presenta difficoltà alpinistiche: per ragioni di protezione del sito e di sicurezza è opportuno non lasciare elementi fissi di progressione come corde o chiodi.
La visita agli stretti di Giaredo è pertanto un’escursione fluviale all’interno di una forra, richiedendo al frequentatore accorto un minimo di attrezzatura adeguata per la propria sicurezza. A causa del pericolo concreto di caduta di materiale dall’alto (rocce, rami e alberi) risulta indispensabile l’uso del caschetto omologato alpinistico. Il percorso all’interno del greto fluviale consiste nel muoversi tra ciottoli, massi e blocchi rocciosi ciclopici per cui andrebbero utilizzate calzature idonee chiuse, meglio se alte, e dotate di suola tacchettata (sono da evitare scarpe aperte, scarpe da scoglio, five fingers e similari). Le basse temperature dell’acqua inducono a indossare una muta per meglio sopportare il clima freddo. Risulta indispensabile saper nuotare per la presenza di tratti profondi il cui passaggio è obbligato.
Si deve prestare attenzione alle condizioni meteorologiche locali al fine di evitare di entrare nella forra mentre piove o c’è rischio di temporali. Questo a causa del notevole aumento del rischio di caduta di materiale dall’alto dovuto agli oggetti (pietre e rami) presenti al tetto della forra che vengono messi in movimento dal ruscellamento dell’acqua sui versanti fortemente inclinati.
Nella quasi totalità dei casi i cani si trovano in forte difficoltà all’interno della forra. Pur amante dell’acqua, il nostro cane si troverà a forte disagio quando, tentando di uscire dalle pozze, scivolerà a causa delle pareti inclinate, entrando presto in uno stato di ansia e paura. Il rischio è inoltre di procurarsi ferite e fratture scivolando o cadendo tra i massi. All’esterno della forra si trovano pozze ampie e profonde in un contesto più sicuro.
Viene decisamente sconsigliato cercare di avventurarsi al tetto della forra, attraversando i ripidi boschi soprastanti, in quanto non è presente sentieristica, i versanti sono fortemente inclinati, pietrosi e franosi, e il rischio di scivolare o mettere in moto pietre che precipitano nella forra è molto alto.
C’è un tratto degli stretti di Giaredo in cui le pareti rocciose lasciano spazio a un versante forestato, dove in sponda sinistra si trova una traccia che sale nel bosco ripido, da usarsi in caso di emergenza per allontanarsi dal torrente.

## Storia
Nel contesto naturale e selvaggio del sito è possibile notare elementi antropici legati alla costruzione di un complesso di opere idrauliche per la produzione di energia elettrica. Circa 2 Km a monte degli stretti di Giaredo si trova infatti una diga ad arco semplice, alta circa 25m. Costruita a cavallo tra gli anni ’30 e ’40 del secolo scorso dalle acciaierie Falck, per l’alimentazione delle Ferrovie, venne utilizzato materiale lapideo ricavato in posto, allestendo una cava in sponda sinistra e costruendo le relative strutture di betonaggio. L’area di cava e gli impianti di lavorazione sono collegati alla diga attraverso una monorotaia che, percorsa una cengia rocciosa sostenuta da imponenti muretti a secco, supera il torrente attraverso un ponte tubo e prosegue in sponda dx attraverso una serie di interessanti e piccole gallerie. La monorotaia supera il torrente Gordana sopra gli stretti di Giaredo e all’interno della forra vi si trova in corrispondenza un pilastro in cemento utilizzato durante la fase di costruzione del ponte tubo.

## Sito di interesse comunitario
Gli stretti di Giaredo sorgono all'interno della Valle del Torrente Gordana, la quale è stata indicata come sito di interesse comunitario nel Decreto 25 marzo 2005 del Ministero dell'Ambiente e si estende per un'area di 250 ettari a cavallo fra i due Comuni, Pontremoli e Zeri.